# Achaearanea diglipuriensis
Achaearanea diglipuriensis là một loài nhện trong họ Theridiidae.
Loài này thuộc chi Achaearanea. Achaearanea diglipuriensis được Benoy Krishna Tikader miêu tả năm 1977.